# Marat Baszyrow
Marat Faatowicz Baszyrow (ros. Марат Фаатович Баширов; ur. 20 stycznia 1964 w Iżewsku) – rosyjski separatysta, premier nieuznawanej międzynarodowo Ługańskiej Republiki Ludowej od 4 lipca do 20 sierpnia 2014.
Posiada obywatelstwo rosyjskie, powiązany z oligarchą Wiktorem Wekselbergiem. Zajmował się w Moskwie opracowywaniem strategii politycznych. Z wykształcenia elektrotechnik. Zasiadał w krajowej radzie antymonopolowej, a także w zarządzie agencji Interfax.
4 lipca 2014 wyznaczony na premiera Ługańskiej Republiki Ludowej przez Walerija Bołotowa; odwołany i zastąpiony przez Igora Płotnickiego po półtora miesiąca. 12 lipca 2014 objęty sankcjami zakazującymi wjazdu na teren Unii Europejskiej.